# Sulmona
Sulmona település Olaszországban, Abruzzo régióban, L’Aquila megyében. Lakosainak száma 22 175 fő (2023. január 1.). Sulmona Bugnara, Cansano, Introdacqua, Pacentro, Pettorano sul Gizio, Pratola Peligna, Prezza, Caramanico Terme, Salle és Sant’Eufemia a Maiella községekkel határos.

## Népesség
A település lakossága az elmúlt években az alábbi módon változott:
| Lakosok száma | 25 307 | 24 454 | 24 173 | 22 175 |
|               | 2005   | 2017   | 2018   | 2023   |

## Sport
Egy ideig a település amatőr labdarúgócsapatában szerepelt a magyar Bajner Bálint.